# مستر کیتی
فارست اوری لمر (به انگلیسی: Forrest Avery LeMaire؛ نام اصلی: کارنی؛ زادهٔ ۲۵ مارس ۱۹۹۲) که با نام هنری مستر کیتی (به انگلیسی: Mr.Kitty) شناخته می‌شود، خواننده، ترانه‌پرداز، تهیه‌کنندهٔ موسیقی و دی‌جی آمریکایی است. او بیشتر به خاطر آهنگ «بعد از تاریکی» شناخته می‌شود که در سال ۲۰۱۴ منتشر شد و پس از انتشار یک ویدئو ساخته شده توسط طرفداران در یوتیوب در سال ۲۰۱۹، به‌سرعت محبوبیت پیدا کرد.

## زندگی نامه

### دوران حرفه ای
در سال ۲۰۰۸، مستر کیتی اولین مجموعه از آلبوم‌های کوچک خود با عنوان «آرام‌ایکس» را منتشر کرد که شامل ریمیکس‌های ساخته‌شده توسط هنرمندان مختلف بود. در سال بعد، «آرام‌ایکس آی‌آی» را منتشر کرد و در سال ۲۰۱۰ اولین آلبوم مستقل خود با عنوان «تا زمانی که مرگ جدایمان کند» را عرضه نمود. این آلبوم شامل نسخهٔ اولیهٔ آهنگ «همه‌چیز درست خواهد شد» بود که بعدها ریمیکس و ویرایش شد. در همان سال، او آلبوم «آرام‌ایکس آی‌آی‌ای» و در سال ۲۰۱۱ آلبوم‌ها «آرام‌ایکس آی‌وی» و «مرگ» را منتشر کرد. آلبوم «مرگ» دومین آلبوم استودیویی او بود و آهنگ‌هایی مانند «††» و «رستاخیز» را شامل می‌شد. این اولین آلبومی بود که تصویر صورت یک گربه روی جلد آن قرار داشت، عنصری که در سه آلبوم استودیویی بعدی او نیز تکرار شد. در سال ۲۰۱۲، مستر کیتی سه آلبوم منتشر کرد: «آرام‌ایکس وی» و «آرام‌ایکس وی‌آی» (آخرین آلبوم از مجموعهٔ آرام‌ایکس) و «ابدیت». آلبوم «ابدیت» سومین آلبوم استودیویی او و اولین آلبومی بود که تحت یک ناشر موسیقی (کیپ ایت دارک رکوردز) منتشر شد و شامل آهنگ «نابودم کن» بود.
از سال ۲۰۱۲، او همکاری‌های خود را با ریمیکس کردن آهنگ‌ها و آلبوم‌های مختلف آغاز کرد. در سال ۲۰۱۳، آلبوم چهارم او با عنوان زندگی از سوی ناشر انگریود ریچوال منتشر شد که آهنگ «حشرات» را در بر داشت. در سال ۲۰۱۴، او با انتشار آلبوم زمان تحت ناشر جاگرنات موزیک گروپ موفقیتی زیرزمینی به‌دست آورد، به‌ویژه با آهنگ‌های «بعد از تاریکی» و «ایکس‌آی‌آی‌آی». در سال ۲۰۱۵، آلبوم تکه‌ها تحت لیبل نگاتیو گین پروداکشنز منتشر شد. سال بعد، او به‌عنوان ریمیکسر آهنگ ستارهٔ شمالی برای آی‌ای‌ام‌ایکس و آلبوم همه‌چیز درحال سوختنه (متانویا آدندوم) برای استتیک پرفکشن همکاری کرد و یک مجموعهٔ کوچک چهار‌آهنگه که شامل ریمیکس همه‌چیز درست خواهد شد بود را منتشر کرد. در سال ۲۰۱۷، مستر کیتی آلبوم ای‌آی را تحت لیبل نگاتیو گین پروداکشنز عرضه کرد.
در طول سال ۲۰۱۸، مستر کیتی بر همکاری‌های مختلف متمرکز بود و در سال ۲۰۱۹ آلبوم زودگذر را به‌صورت مستقل منتشر کرد. این آلبوم تحت تأثیر مرگ یکی از دوستانش که در سال ۲۰۱۸ خودکشی کرده بود، ساخته شد.
در سال ۲۰۲۲، آهنگ «بعد از تاریکی» به‌صورت ویروسی در پلتفرم‌های اشتراک‌گذاری ویدئو مانند یوتیوب و تیک‌تاک محبوب شد و به‌عنوان موسیقی پس‌زمینه در ویدئوهای مختلف استفاده گردید.

## سبک موسیقی
سبک موسیقی مستر کیتی به‌عنوان سینث‌ویو، سینث-پاپ، موج نو، ویچ هاوس و دارک ویو توصیف شده‌است. موسیقی او اغلب باعث ایجاد حس نوستالژیک در شنوندگان می‌شود.

## دیسکوگرافی

### آلبوم‌های استودیویی
- Until Death Do Us Part (۲۰۱۰)
- D E Δ T H (۲۰۱۱)
- Eternity (۲۰۱۲)
- Life (۲۰۱۳)
- Time (۲۰۱۴)
- Fragments (۲۰۱۵)
- A.I. (۲۰۱۷)
- Ephemeral (۲۰۱۹)
- Unreal (۲۰۲۴)